# Реслманія 32
Реслманія 32 (англ. Wrestlemania 32) — тридцять друге за рахунком pay-per-view — шоу федерації професійного реслінгу WWE з серії PPV «Реслманія», яке пройшло 3 квітня 2016  а на арені «AT&T Стедіум» в місті  Арлінгтон (штат Техас,  США).
Шоу «Реслманія 32» зібрало 17.3 мільйонів доларів з продажі квитків.

## Матчі
| №                                | Матч | Тип матча | Час   |
| -------------------------------- | --- | --- | ----- |
| Пре-шоу                          | Калісто (с) переміг Райбека | Одиночний матч за титул чемпіона Сполучених Штатів                                                                                                  | 09:01 |
| Пре-шоу                          | Total Divas перемогли B.A.D. & Blonde ( Лана, Наомі, Таміна, Емма, Саммер Рей) | Командний матч дів 5х5 | 11:25 |
| Пре-шоу                          | Брати Усо (Джиммі і Джей) перемогли Дадлі Бойз (Бубба Рей і Дівон) | Командний матч | 05:18 |
| 1                                | Зак Райдер переміг Кевіна Оуенса(с), Семі Зейна, Дольфа Зігглера, Стардаста і Міза | Матч з драбинами за титул Інтерконтинентального чемпіона WWE                                                                                        | 15:23 |
| 2                                | Кріс Джеріко переміг Ей Джей Стайлза | Одиночний матч | 17:10 |
| 3                                | Ліга Націй (Шеймус, Альберто Дель Ріо і Русев) (з Королем Барреттом) перемогли Новий День (Біг І, Кофі Кінгстон і Ксав'є Вудс) | Командний матч 3х3 | 10:03 |
| 4                                | Брок Леснар (з Полом Хейманом) переміг Діна Емброуса | Матч без дискваліфікації за правилами «Вулична бійка»                                                                                               | 13:06 |
| 5                                | Шарлотт (з Ріком Флером) перемогла Беккі Лінч і Сашу Бенкс | Матч «Потрійна загроза» за титул Жіночої чемпіонки WWE                                                                                              | 16:03 |
| 6                                | Андертейкер переміг Шейна Макмена | Матч «Пекло в клітці». Якщо Шейн перемагає, він стає Генеральним менеджером RAW і Андертейкеру буде заборонено ще коли-небудь битися на «Реслманії» | 30:05 |
| 7                                | Барон Корбін переміг, викинувши останнього Кейна. Так само в матчі брали участь: Фанданґо (реслер), Деміен Сендоу, Шакіл О'Ніл, Біг Шоу, Даймонд Даллас Пейдж, Коннор, Віктор, Татанка, Джек Сваггер, Ар-Трус, Голдаст , Кертіс Аксель, Адам Роуз, Хіт Слейтер, Тайлер Бриз, Марк Генрі, Бо Даллас і Даррен Янг. | Королівська Битва з 20 чоловік за меморіальний трофей в честь Андре Гіганта                                                                         | 09:41 |
| 8                                | Скеля переміг Еріка Роуена (з Брауном Строуманом і Бреєм Ваяттом) | Одиночний матч | 00:06 |
| 9                                | Роман Рейнс переміг Тріпл Ейча (с) (зі Стефані МакМен) | Матч за титул Чемпіона світу у важкій вазі WWE | 27:00 |
| (c) — чемпіон на момент поєдинку | | |       |